# 1937 في بلجيكا
فيما يلي قوائم الأحداث التي وقعت خلال عام 1937 في بلجيكا.

## سياسة

### انتهاء فترة المنصب
- 1 يناير – رودولف سيلدرايرس president of the Royal Belgian Football Association ‏.

## مواليد

### مارس
- 19 مارس – أحمد وجداني لاعب كرة قدم جزائري.

### أبريل
- 1 أبريل – كونراد دتريز روائي بلجيكي.

### أغسطس
- 4 أغسطس – إيفون رايندرز درّاجة طريق بلجيكية.

### ديسمبر
- 14 ديسمبر – فرانس دي مولدر درّاج طريق بلجيكي.

## وفيات

### أبريل
- 23 أبريل – هنري لامنس (مواليد 1862)